# Людвигспаркштадион
«Людвигспаркштадион» (нем. Ludwigsparkstadion) — футбольный стадион в городе Саарбрюккен, Германия. Вместимость стадиона составляет 16 003 зрителя. Является домашним стадионом для «Саарбрюккена».
Стадион был открыт 2 августа 1953 года. До реконструкции, которая длилась с 2016 по 2021 год, вмещал около 35 000 зрителей.
Раньше стадион был домашним для национальной футбольной команды Саара, существовавшей в 1950—1956 годах, в эпоху Саарского протектората. Сейчас на стадионе так же проходят футбольные матчи и концерты.

## Характеристики стадиона

### Северная трибуна
Северная трибуна вмещает 6 156 человек. 4 180 на сидячих местах верхнего яруса и 1 976 сидячих мест на нижнем центральном ярусе.

### Восточная трибуна
На восточной трибуне 4 588 стоячих мест.

### Западная трибуна
Западная трибуна вмещает в себя 1 488 стоячих гостевых мест, 452 сидячих места для гостей и 768 сидячих домашних мест.

### Южная трибуна
На южной трибуне 1 698 домашних сидячих мест, 32 места для инвалидных колясок (каждое с сопровождающим лицом), 652 бизнес-места, 111 мест в ложе (10 лож), 40 мест для прессы со складным столом, 18 комментаторских мест (6 х 3 места со столом).
Всего — 16 003 места.

## Галерея

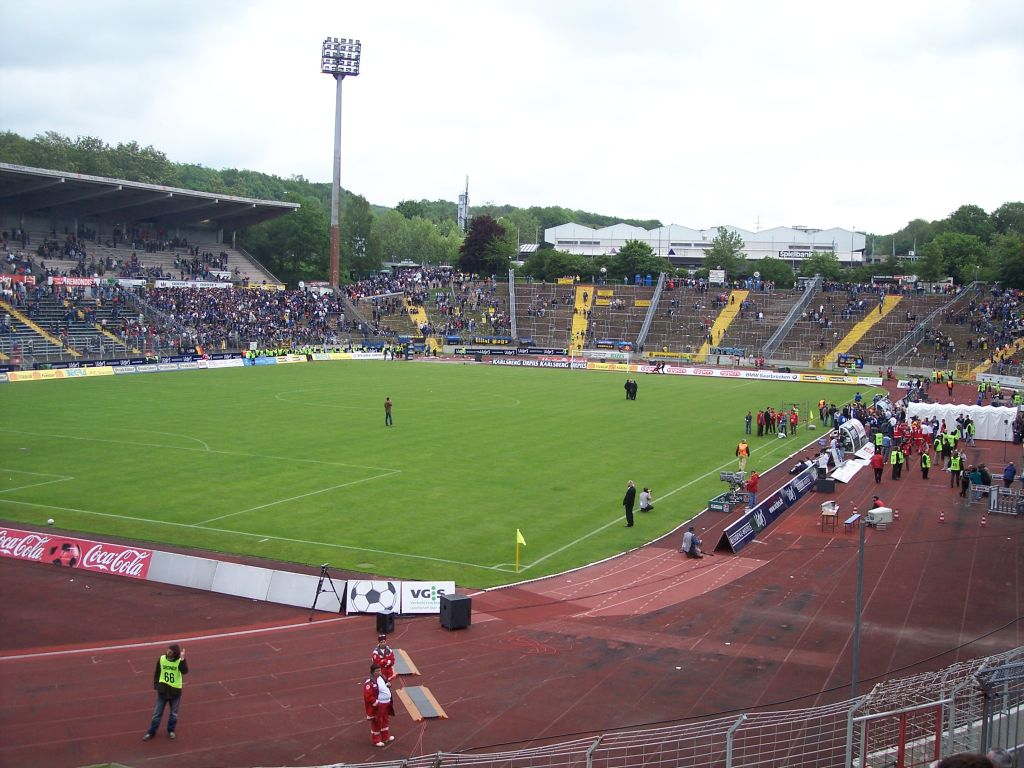
Стадион в 2005 году.

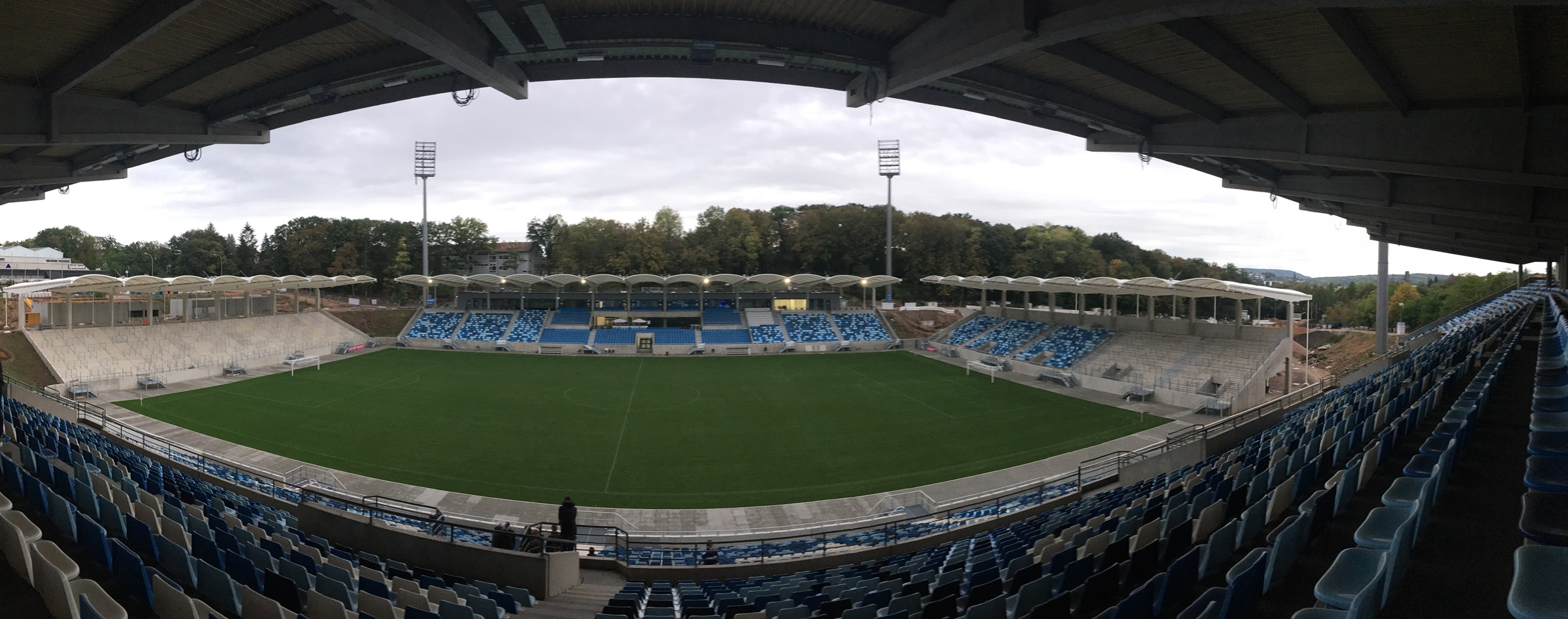
Вид на новую главную и боковые трибуны. Октябрь 2020 года.